# Kléber Dadjo
Kléber Dadjo (* 12. August 1914; † 1979) war 1967 kurzzeitig Staatschef von Togo.
Dadjo trat in die französische Armee ein und wechselte nach der Unabhängigkeit Togos 1960 zu dessen Streitkräften. Dort gehörte er dem Generalstab an und war zum Ende der Amtszeit Sylvanus Olympios Kommandant der kleinen 120 Mann starken togolesischen Armee. Am Putsch gegen Olympio am 13. Januar 1963, der von aus Togo stammenden ehemaligen französischen Söldnern um Emmanuel Bodjollé ausging, war Dadjo nicht beteiligt. Als neuer Präsident wurde Olympios Rivale Nicolas Grunitzky von den Putschisten eingesetzt, Dadjo verblieb im Militär und diente im Kabinett Grunitzkys als Kabinettsdirektor.
Genau vier Jahre später, am 13. Januar 1967 wurde auch Grunitzky gestürzt und Oberst Dadjo, der auch an diesem Putsch nicht beteiligt war, wurde am 14. Januar zum Vorsitzenden eines eingesetzten Komitees der Nationalen Versöhnung (Comité de Réconciliation National, CRN) ernannt, das aus acht Mitgliedern bestand. Abgelöst wurde er von Gnassingbé Eyadéma, der bereits am Putsch von 1963 beteiligt war und den Putsch von 1967 initiiert hatte, Eyadéma ernannte sich am 15. April 1967 zum Präsidenten.